# Луций Лукреций Триципитин Флав
Вижте пояснителната страница за други личности с името Луций Лукреций Триципитин.
Луций Лукреций Триципитин Флав (на латински: Lucius Lucretius Tricipitinus Flavus) e римски политик. Той е суфектконсул през 393 пр.н.е. с колега Сервий Сулпиций Камерин Корнут, когато се води война срещу еквите. През 391 пр.н.е. е консулски военен трибун, когато е войната с волсиниите. През 388, 383 и 381 пр.н.е. той е отново консулски военен трибун.